# Рокка-ді-Каве
Рокка-ді-Каве (італ. Rocca di Cave) — муніципалітет в Італії, у регіоні Лаціо,  метрополійне місто Рим-Столиця.
Рокка-ді-Каве розташована на відстані близько 39 км на схід від Рима.
Населення — 378 осіб (2014).

## Демографія
Населення за роками:

Станом на 1 січня 2023 року в муніципалітеті офіційно проживало 9 іноземців з 6 країн, серед них 5 громадян країн Євросоюзу.

## Сусідні муніципалітети
- Капраніка-Пренестіна
- Кастель-Сан-П'єтро-Романо
- Каве
- Дженаццано
- Палестрина